# Lithophyllum belgicum
Lithophyllum belgicum Foslie, 1909 é o nome botânico de uma espécie de algas vermelhas pluricelulares do gênero Lithophyllum, família Corallinaceae.
- São algas marinhas encontradas em Landes, França.

## Sinonímia
- Não apresenta sinônimos.